# Лавский, Виктор Михайлович
Виктор Михайлович Лавский (19 октября 1914, Макеевка — 19 июня 2012, Москва) — советский военачальник, Заслуженный военный штурман СССР (1965), генерал-лейтенант авиации, кандидат военных наук, профессор. 
Участник четырех войн: гражданской войны в Испании (1936—1939 годы), советско-финской войны (1939—1940 годы), Великой Отечественной войны (1941—1945) и войны с Японией (1945). Принимал участие в секретных военных операциях.

## Биография
Родился 19 октября 1914 года. Трудовую деятельность начал с 16 лет рабочим вагонного депо. Работал также на метеостанции наблюдателем. Учился в Днепропетровском институте железнодорожного транспорта. В 1933 году добровольцем вступил в Красную Армию и попросил направить на учёбу в Харьковскую лётную школу. Пройдя обучение по специальности «лётчик-наблюдатель» (впоследствии — «военный авиационный штурман»), с присвоением звания лейтенант был направлен на службу в бомбардировочный полк под Смоленском.
В Испанию в 1937 году поехал добровольцем, где участвовал в гражданской войне на стороне республиканцев под псевдонимом «Хуан Педро Валенсиано». Воевал на бомбардировщике СБ, был трижды сбит (однажды приземлился на французскую территорию, откуда вместе с пилотом Георгием Скородумовым смог пробраться обратно через Пиренеи). Всего в Испании совершил 96 боевых вылетов, в том числе 36 — на разведку. Вернулся в СССР в феврале 1938 года.
В 1939—1941 годах слушатель Военно-воздушной академии имени Н.Е. Жуковского. В этот же период в должности штурмана авиаэскадрильи участвовал в советско-финляндской войне, совершив 21 боевой вылет, также занимался поиском и возвращением невернувшихся из полёта самолётов и экипажей.
В период Великой Отечественной войны сражался на Юго-Западном, Сталинградском и 4-м Украинском фронтах. Занимал должности штурмана авиаполка ближних бомбардировщиков Су-2, главного штурмана маневренной авиагруппы фронта, старшего штурмана истребительной авиадивизии 8-й воздушной армии, заместителя главного штурмана и начальника отдела штаба воздушной армии. В начале войны его самолёт был сбит, но горящим дотянул до своего аэродрома.
После войны в течение 5 лет был начальником отдела штурманской службы Главного штаба ВВС. В 1950 году его как опытного боевого специалиста назначили главным штурманом военной авиации экспедиции «Север-5». В условиях резкого обострения политических отношений между двумя мировыми системами эта экспедиция выполняла сложнейшие задачи, связанные со строительством аэродромов на дрейфующих льдах Арктики и с использованием их боевой авиацией в случае необходимости. Сам лично многократно вылетал на Северный полюс, выбирал льдины для аэродромов, обучал экипажи и лидировал самолёты на ледовые аэродромы.
В 1952—1971 годах был главным штурманом–начальником управления Войск противовоздушной обороны приграничной линии, главным штурманом 10-й воздушной армии, главным штурманом ВВС–начальником управления Главного штаба ВВС. Перед увольнением в запас (1974) с 1971 по 1974 год служил начальником штурманского факультета Военно-воздушной академии им. Ю. А. Гагарина. Оказался первым генералом, освоившим бомбардировщик Ту-22. 15 лет трудился начальником отдела и старшим научным сотрудником в управлении воздушным движением Аэрофлота. Помимо кандидатской диссертации написал ряд руководящих документов, пособий, наставлений и справочников по штурманскому делу. Он – профессор Академии военных наук РФ.
19 августа 1965 года ему одному из первых в стране было присвоено почётное звание «Заслуженный военный штурман СССР».
Многие годы активно работал в ветеранском движении, возглавляя Ассоциацию советских добровольцев в Испании и Межрегиональную общественную организацию инвалидов войны и военной службы России. Последние 15 лет своей жизни был почётным председателем Общероссийской организации ветеранов войны и военной службы.
Имел двойное гражданство — российское и испанское, которым наделил его король этой страны. Он поддерживал дружеские контакты с ветеранами-антифашистами Испании, США, Англии и многих других стран, с которыми ему довелось сражаться вместе.
Умер 19 июня 2012 года в Москве. Похоронен на Троекуровском кладбище.

## Награды
Кавалер шести орденов Красного Знамени (28.10.1937; 2.03.1938; 19.05.1944; 14.01.1952; 30.04.1954; 16.10.1957) и обладатель четырех орденов Красной Звезды (20.02.1942; 20.06.1949; 23.01.1957; 10.08.1967). Награждён тремя орденами Отечественной войны (14.05.1943, 6.06.1945; 11.03.1985), орденом Почета (4.05.2000), орденом Богдана Хмельницкого, многими отечественными и иностранными медалями. Ему присвоено звание Заслуженного военного штурмана СССР. В 2004 году в связи с 90-летием Патриарх Всея Руси наградил его орденом Преподобного Святого Князя Московского Даниила

## Семья
- Отец – Лавский Михаил Григорьевич (1888–1968)
- Мать – Лавская Анастасия Ивановна (1894–1932)
- Сын – Лавский Сергей Викторович (1945 г. р.)
- Дочь – Лебедева Ирина Викторовна.

### Интересный факт
- В 2009 году были украдены и через короткое время найдены его награды[7][8]